# Melanie Oudin
Melanie Oudin es una extenista profesional estadounidense nacida el 23 de septiembre de 1991 en Marietta, Georgia, Estados Unidos. En su etapa como júnior fue número 2. Como profesional, actualmente está como número 48 dentro del ranking de la WTA. En su segunda aparición en el Us Open, Oudin dio la gran sorpresa al derrotar a jugadoras como Elena Dementieva (4), María Sharápova (29), y Nadia Petrova (13).
En 2017 anunció su retiro del tenis profesional alegando problemas de salud y lesiones.

## Vida personal
Oudin, cuyo padre es de ascendencia francesa, tiene una hermana gemela, Katherine, y una hermana más joven, Christina. Estudió desde casa para poder dedicar más tiempo a practicar el tenis, aunque admite envidiar a su hermana gemela por las experiencias tenidas en la escuela normal. Ella dice que su máximo ídolo es Justine Henin porque "demostró que no hay que ser alto para ganar cosas". Su abuela inspiró a Oudin y a su hermana a jugar al tenis al regalarles unas raquetas cuando apenas eran unas niñas.

## Carrera

### Junior
En 2007, Oudin ganó 27 partidos consecutivos en el Circuito Júnior de la ITF, durante 4 torneos, incluyendo el Campeonato Internacional Júnior Eddie Herr. Entró al Orange Bowl femenino con la esperanza de ganar por quinto año consecutivo, pero cayó en la final ante Michelle Larcher de Brito de Portugal.

### Profesional
Oudin comenzó su carrera profesional en febrero del 2008. En abril recibió una wildcard por parte de la WTA para participar en el torneo de Miami, donde perdería en primera ronda frente a Tathiana Garbin en tres sets. En agosto recibió una wildcard para integrarse dentro del cuadro principal del Us Open y así participar en su primer Grand Slam, pero sería derrotada por la australiana Jessica Moore por 7-6, 7-6. En octubre del mismo año, Oudin participó en el Challenge de Bell 2008 en la Ciudad de Quebec. En la primera ronda derrotó a la sembrada número tres Sybille Bammer por 6-4, 3-6, 7-5. En segunda ronda pasó por encima de la rusa Olga Puchkova en dos sets 6-1, 7-6. Llegando a sus primeros cuartos de final dentro de la WTA, ella fue derrotada por la sembrada número seis Bethanie Mattek en dos sets 7-6, 6-1.
Oudin comenzó el 2009 clasificando para el cuadro principal del Abierto de Australia. Caería en primera ronda a manos de Akgul Amanmuradova por 6-1, 6-4.
En Wimbledon 2009, Oudin entraría mediante la ronda de calificación. En primera ronda derrotó a la clasificada 29 Sybille Bamme en tres sets y en segunda ronda derrotó a Yaroslava Shvedova en tres sets. En tercera ronda daría su primera gran sorpresa al derrotar a la clasificada número 6 Jelena Jankovic en tres sets, 6(8)-7, 7-5, 6-2. En la siguiente ronda caería ante Agnieszka Radwanska.
En el Us Open 2009, Oudin vencería en primera ronda a Anastasia Pavlyuchenkova en un partido en el cual la local dominó de principio a fin y lo refrejaría en el marcador 6-2, 6-1. En segunda ronda volvería a sorprender al mundo al derrotar a la sembrada 6 Elena Dementieva por 5-7, 6-4, 6-3. En tercera ronda la número 70 derrotaría a María Sharápova en tres sets 3-6, 6-4, 7-5. En cuarta ronda derrotó a Nadia Petrova 1-6, 6(2)-7, 6-3. De esta forma se convirtió en la jugadora norteamericana más joven en acceder a cuartos de final desde que Serena Williams lo hiciera en 1999. El sueño terminaría en cuartos de final al perder ante Caroline Wozniacki (9) por 2-6,2-6.

## Títulos de Grand Slam

### Dobles mixtos (1)
| Año  | Torneo  | Pareja    | Oponentes en la final        | Resultado         |
| 2011 | US Open | Jack Sock | Gisela Dulko Eduardo Schwank | 7-6(4) 4-6 [10-8] |

## Títulos WTA (1; 1+0)

### Individuales (1)
| Leyenda                    |
| Grand Slam (0)             |
| WTA Tour Championships (0) |
| Premier Mandatory (0)      |
| Premier 5 (0)              |
| Premier (0)                |
| International (1)          |

| No. | Fecha               | Torneo     | Superficie | Oponente en la final | Resultado |
| 1.  | 18 de junio de 2012 | Birmingham | Hierba     | Jelena Jankovic      | 6–4, 6–2  |

## Clasificación de Grand Slam
| Abierto de Australia                                                         | -   | 1R  | 1R  | 1R  | -   | 1R  | 0-4   | 0 |
| Roland Garros                                                                | -   | -   | 1R  | 1R  | 2R  | 2R  | 2-4   | 0 |
| Wimbledon                                                                    | -   | 4R  | 2R  | 1R  | 1R  | 1R  | 4-5   | 0 |
| US Open                                                                      | 1R  | CF  | 2R  | 1R  | 1R  | -   | 5-5   | 0 |
| G-P                                                                          | 0-1 | 7-3 | 2-4 | 2-4 | 1-3 | 1-3 | 14-18 | 0 |
| Leyenda: G:Torneo ganado; F:Finalista; SF:Semifinalista; CF:Cuartos de final |     |     |     |     |     |     |       |   |

## Títulos ITF

### Individuales (6)
| N.º | Fecha                    | Torneo               | Superficie    | Oponente en la final | Resultado        |
| --- | ------------------------ | -------------------- | ------------- | -------------------- | ---------------- |
| 1.  | 21 de julio de 2008      | Lexington            | Dura          | Carly Gullickson     | 6-4 6-2          |
| 2.  | 10 de mayo de 2009       | Indian Harbour Beach | Tierra batida | Laura Siegemund      | 7-5, 5-7, 6–2    |
| 3.  | 17 de mayo de 2009       | Raleigh              | Tierra batida | Lindsay Lee-Waters   | 6–1, 2–6, 6-4    |
| 4.  | 29 de abril de 2012      | Charlottesville      | Tierra batida | Irina Falconi        | 7–6(0), 3–6, 6–1 |
| 5.  | 4 de noviembre de 2012   | New Braunfels        | Dura          | Mariana Duque        | 6–1, 6–1         |
| 6.  | 29 de septiembre de 2013 | Las Vegas            | Dura          | Coco Vandeweghe      | 5–7, 6–3, 6–3    |